# Taryn Power
Taryn Stephanie Power (Los Ángeles, California; 13 de septiembre de 1953-Viroqua, Wisconsin, 26 de junio de 2020) fue una actriz estadounidense. Fue la hija menor de Tyrone Power y su segunda esposa, la actriz mexicana Linda Christian.

## Biografía

### Primeros años
Nacida en Los Ángeles, California, los padres de Taryn se divorciaron en 1956. Después del divorcio, su madre se llevó a Taryn y a su hermana mayor Romina para vivir alrededor del mundo aunque mayormente en Italia y España donde ella y su hermana pasaron la mayor parte de su infancia. Además, Taryn tiene un medio hermano, Tyrone Power, Jr., nacido del último matrimonio de su padre.

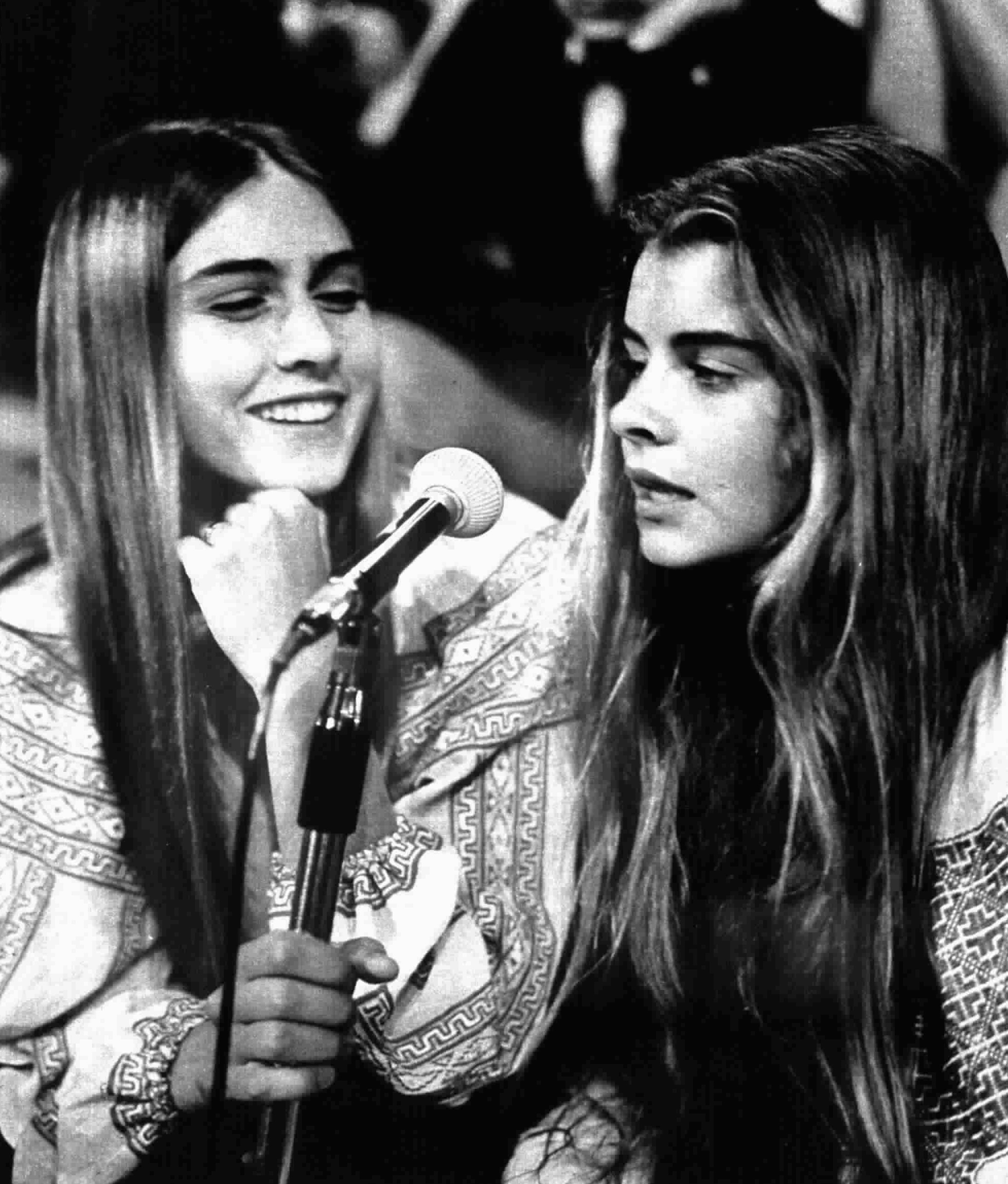
Romina y Taryn Power, como invitadas en el programa de televisión italiano Tutto è pop, Turín, 1972.

### Carrera
Actuó en ocho películas, las primeras dos en español, y el resto en inglés. Sus papeles más notables fueron los de Valentine De Villefort en El conde de Monte Cristo (1975), junto a Richard Chamberlain, Donald Pleasence y Tony Curtis, y el de Dione en Simbad y el ojo del tigre (1977), protagonizada por Patrick Wayne y Jane Seymour.

### Vida personal
El padre de Taryn, Tyrone Power murió de un ataque cardíaco cuando ella tenía cinco años. En 1975, conoció al fotógrafo Norman Seeff en Los Ángeles y se casó con él poco antes del nacimiento de su primer hijo en 1980, al que llamaron Tai. Se separaron y poco después se divorciaron en 1982. Power también tuvo dos hijos con Tony Sales, Tony Tyrone (nacido en 1984) y Valentina (nacida en 1985). Luego se casó con William Greendeer y tuvo su cuarta hija, Stella Greendeer, el 21 de abril de 1996.
Taryn falleció a los 66 años, en su casa de Wisconsin, el 26 de junio de 2020 acompañada por sus cuatro hijos y sus cuatro nietos. Desde hacía año y medio estaba luchando contra la leucemia.

## Filmografía
| Film       | Film                                   | Film                   | Film                                           |
| Año        | Película                               | Personaje              | Observaciones                                  |
| ---------- | -------------------------------------- | ---------------------- | ---------------------------------------------- |
| 1972       | María                                  | María                  |                                                |
| 1974       | Un viaje de locos                      | Fedora                 |                                                |
| 1975       | El conde de Montecristo                | Valentine De Villefort |                                                |
| 1976       | Tracks                                 | Stephanie              |                                                |
| 1976       | House of Pleasure for Women            | Olimpia                | Título alternativo: Bordella                   |
| 1977       | Simbad y el ojo del tigre              | Dione                  | Título alternativo: Simbad en el fin del mundo |
| 1984       | Serpiente de mar, de Amando de Ossorio | Margaret               |                                                |
| 1990       | Eating                                 | Anita                  |                                                |
| Televisión |                                        |                        |                                                |
| Año        | Título                                 | Personaje              | Observaciones                                  |
| 1977       | The Hardy Boys/Nancy Drew Mysteries    | Helene Holstead        | 1 episodio                                     |
| 1985       | Matt Houston                           | Deborah                | 1 episodio                                     |

## Premios
| Year | Award          | Result   | Category                | Film                      |
| ---- | -------------- | -------- | ----------------------- | ------------------------- |
| 1978 | Premios Saturn | Nominada | Mejor Actriz - Fantasía | Simbad y el ojo del tigre |